# Magdeburg Challenger 2001
Il Magdeburg Challenger 2001 è stato un torneo di tennis facente parte della categoria ATP Challenger Series nell'ambito dell'ATP Challenger Series 2001. Il torneo si è giocato a Magdeburgo in Germania dal 12 al 18 marzo 2001 su campi in sintetico indoor.

## Vincitori

### Singolare
Axel Pretzsch ha battuto in finale  Clemens Trimmel con il punteggio di 6–4, 6–4

### Doppio
Frédéric Niemeyer /  Radek Štěpánek hanno battuto in finale  Jonathan Erlich /  Lovro Zovko con il punteggio di 7–6(2), 7–6(3)